# کاستینو
کاستینو (به ایتالیایی: Castino) یک روستا در ایتالیا است که در استان کونیو واقع شده‌است.

## خصوصیات
کاستینو ۱۵٫۵ کیلومترمربع مساحت و ۵۱۶ نفر جمعیت دارد و ۵۲۵ متر بالاتر از سطح دریا واقع شده‌است.